# Ludovico Tuminello
Ludovico Tuminello (17. června 1824, Řím – 9. července 1907, tamtéž) byl italský fotograf a průkopník.

## Životopis
Původně malíř, Tuminello produkoval kalotypie a tisky na albuminový papír .
Portrétista a krajinářský fotograf působil především v Benátkách. Převzal fotografickou sbírku a archiv Giacoma Canevy a pokračoval v uvádění jeho snímků na trh.

## Galerie

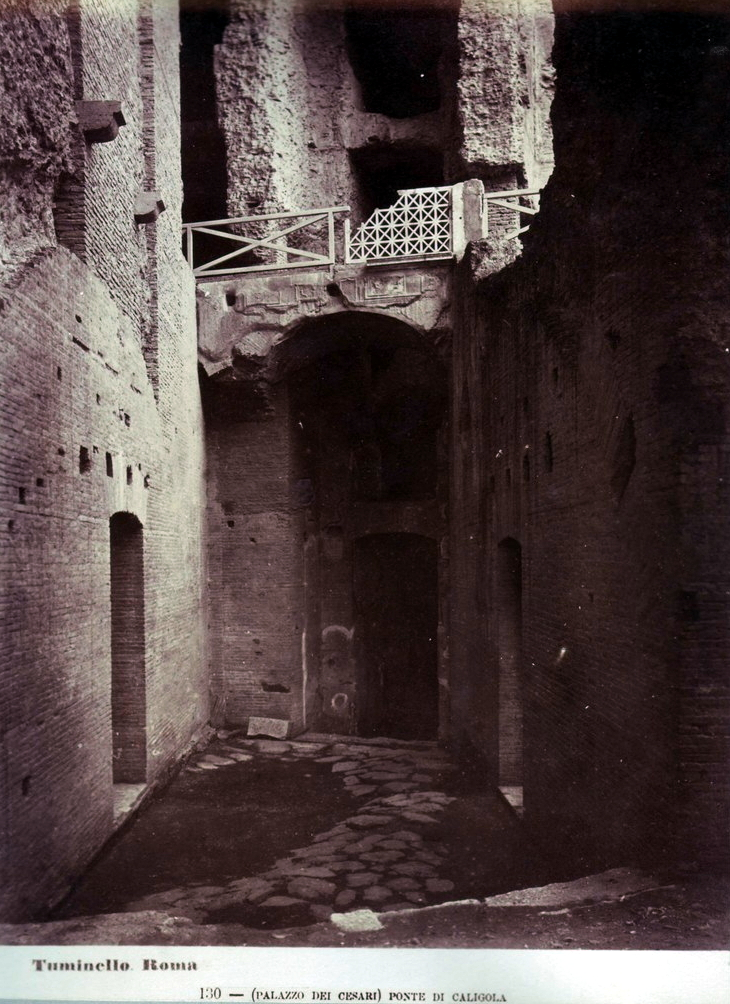
Roma - (Palazzo dei Cesari) Ponte di Caligola
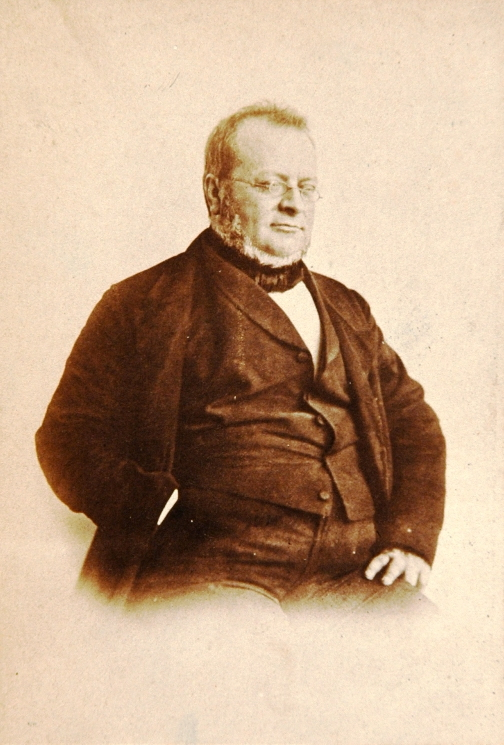
Cavour
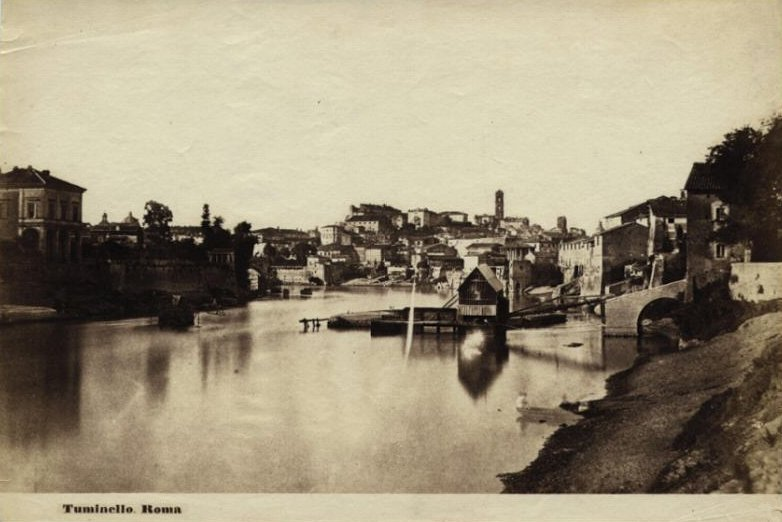
Řím
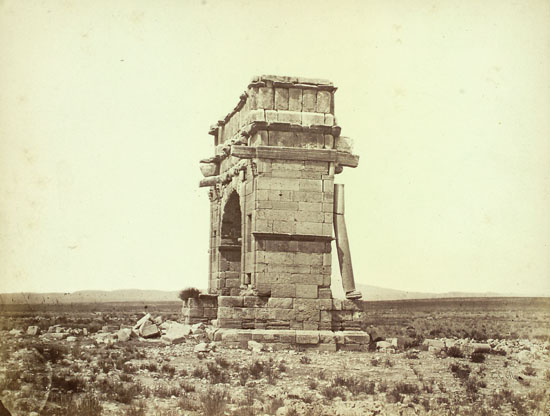
Arco di trionfo di Sbitla, Tunisia, 1875
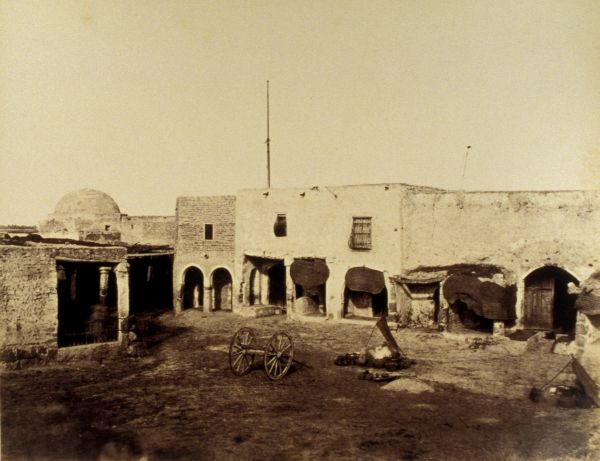
Casa del Viceconsole francese sulla piazza del mercato di Menzel Gabes - 1875 - Società Geografica Italiana
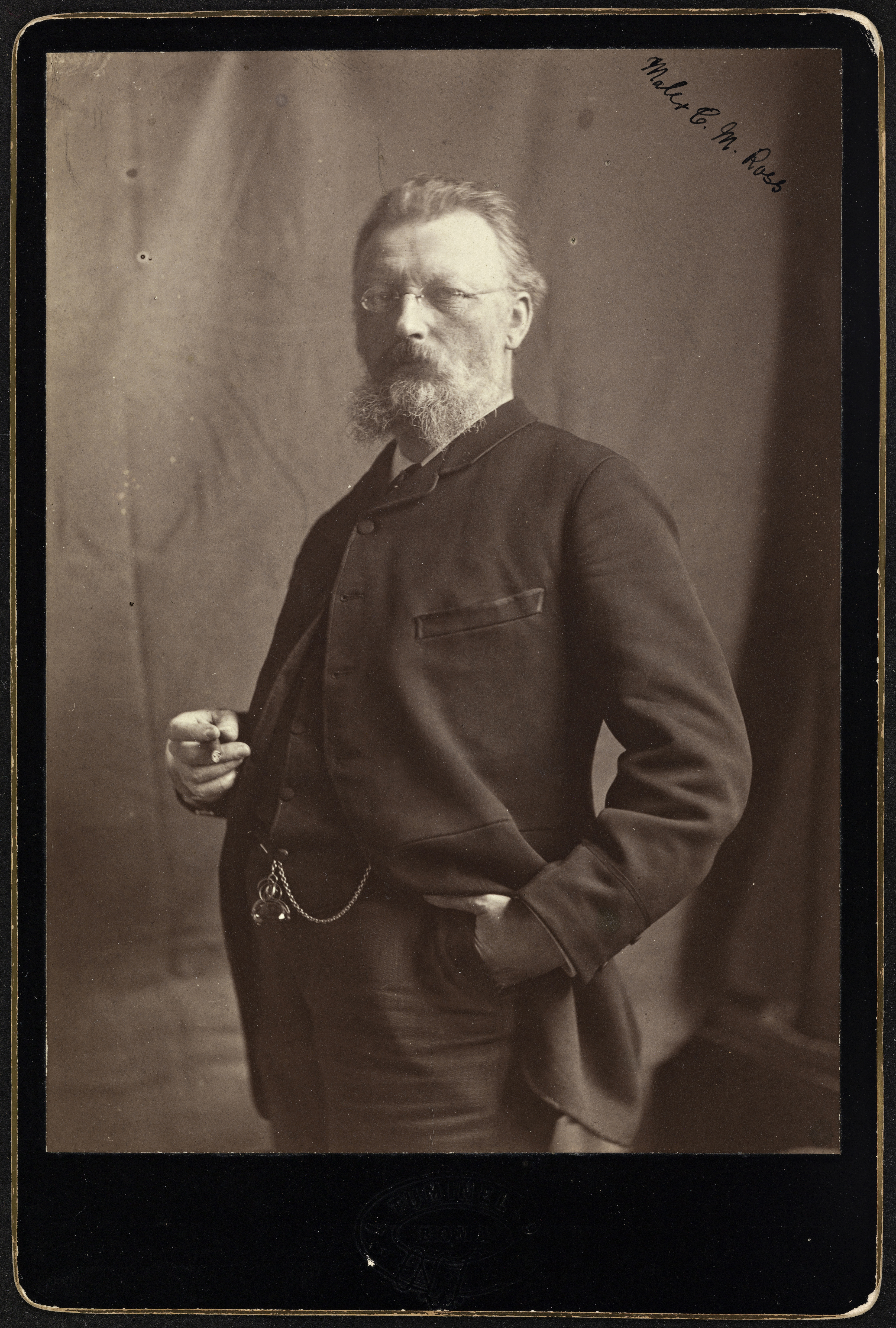
Portrett av Christian Meyer Ross (1843-1904)
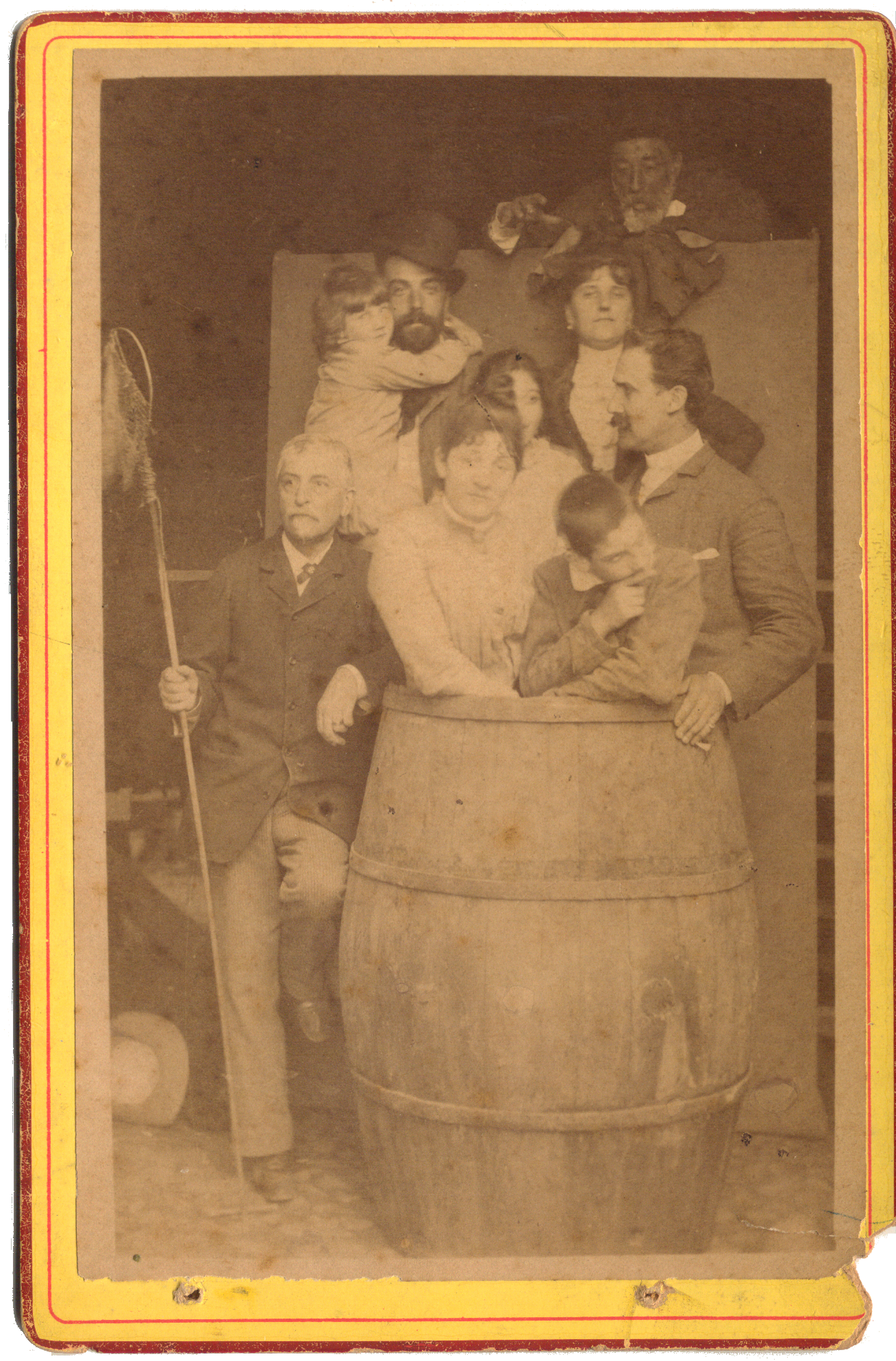
Alfredo Castellani - Gruppo umoristico
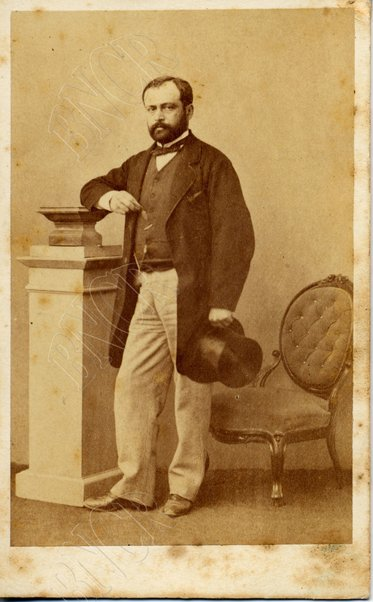
Augusto Silvestrelli
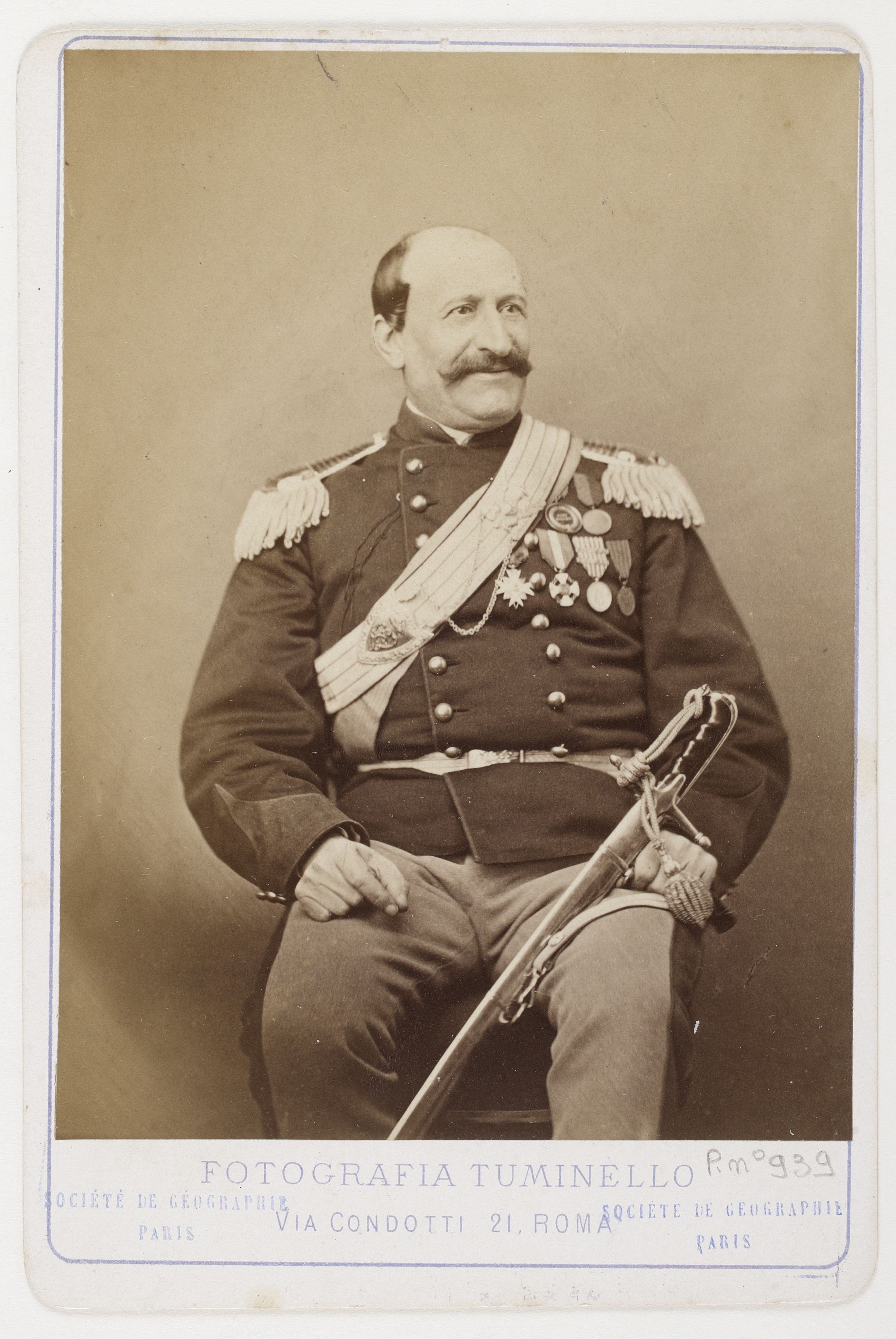
Camillo Ravioli